# 85878 Guzik
85878 Guzik este un asteroid din centura principală de asteroizi.

## Descriere
85878 Guzik este un asteroid din centura principală de asteroizi. A fost descoperit pe 13 februarie 1999 la Bâton-Rouge de Walter R. Cooney Jr. și E. Kandler. Asteroidul prezintă o orbită caracterizată de o semiaxă mare de 2,34 ua, o excentricitate de 0,12 și o înclinație de 6,7° în raport cu ecliptica.